# Chaim Yisroel Eiss

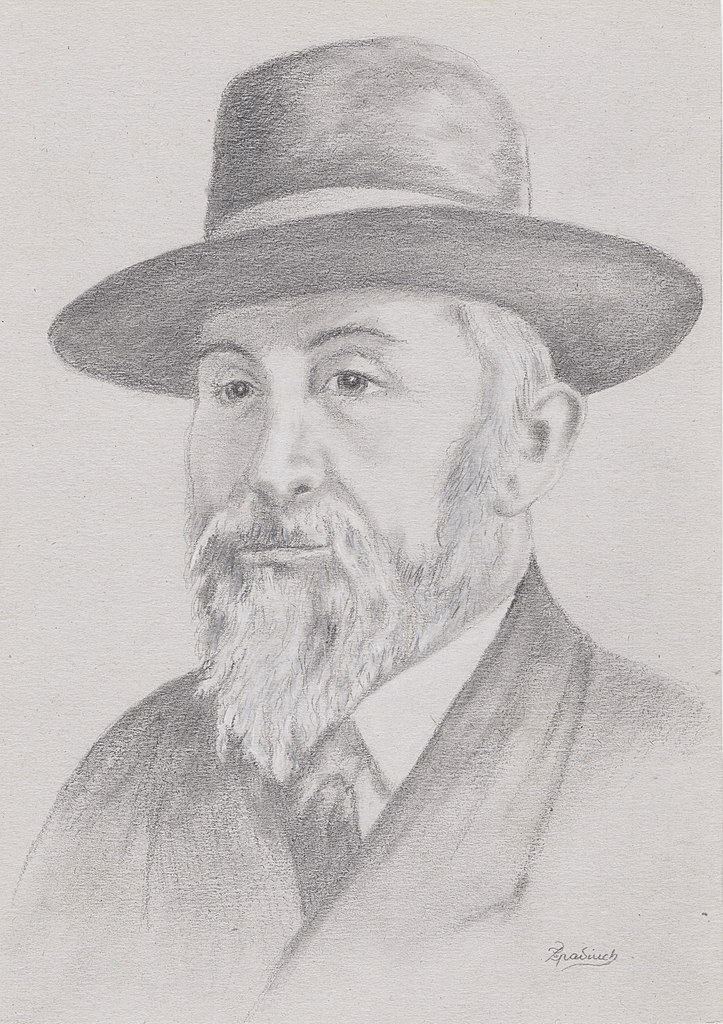
Chaim Eiss

Chaim Yisroel Eiss (* 16. September 1876 in Ustrzyki, Österreich-Ungarn; † 9. November 1943 in Bern) war ein polnisch-jüdischer Kaufmann in Zürich, ultraorthodoxes Mitglied der jüdischen Diaspora und einer der Gründer sowie Anführer der Bewegung Agudat Jisra’el. Während des Zweiten Weltkriegs war er an der Rettung der Juden vor dem Holocaust mithilfe gefälschter lateinamerikanischer Pässe beteiligt. Bei der Herstellung der Pässe arbeitete er mit lateinamerikanischen Konsuln und mit der polnischen Gesandtschaft in Bern zusammen. Eiss lieferte zuerst die Personenlisten an die Gesandtschaft, für die die Pässe ausgestellt wurden. Die gefälschten Dokumente schmuggelte er dann ins deutsch besetzte Polen. Er koordinierte auch die humanitäre Hilfe für die Juden. Es wird geschätzt, dass dank seiner Tätigkeit mehrere Tausend Juden gerettet wurden. Die Aussagen von Eiss sind eine der Hauptquellen der Informationen über die Aktivitäten von Aleksander Ładoś sowie von anderen polnischen Diplomaten in der Schweiz, die an der Rettung der Juden vor dem Holocaust teilnahmen.

## Kindheit
Eiss wurde 1876 in Ustrzyki im damaligen Galizien als Sohn der ultraorthodoxen Eltern Mojżesz und Myriam (geborene Kessler) geboren. Sein Vater arbeitete als Kaufmann. Eiss hatte zehn Geschwister, die alle in der Kindheit starben. Der Name Chaim (auf Deutsch „das Leben“) hatte also eine symbolische Bedeutung. Er war Autodidakt und besuchte keine staatliche Schule. „Ich erlernte auch keinen Beruf, da mein Vater wollte, dass ich Rabbiner werde. Aus diesem Grund beschäftigte ich mich ausschließlich mit religiösen Studien“ – erzählte Eiss später. 1900 kam Eiss in die Schweiz, wo er beabsichtigte, ein Studium zu beginnen. Schließlich nahm er aber zuerst die Arbeit als Hausierer auf und gründete dann einen Laden in der Müllerstrasse im Quartier Aussersihl in Zürich. Eiss heiratete Adele Holles. Das Ehepaar hatte zehn Kinder. Seit 1916 wohnte die Familie Eiss in Winterthur. Die Nachkommen von Eiss leben bis heute in der Schweiz und in Israel.

## Die Rettung der Juden vor dem Holocaust
Als einer der Gründer und Anführer der religiösen Partei Agudat Jisra’el pflegte Eiss Kontakte zu ultraorthodoxen Juden in Mitteleuropa. Er verstand auch schnell die Ziele des Dritten Reiches in Bezug auf die europäischen Juden. Seit 1940 koordinierte Eiss den illegalen Briefwechsel zwischen den Ghettos im besetzten Polen und den Agudat-Büros in London, New York und Istanbul. Sein Hauptziel war es, möglichst viele Juden vor dem Holocaust zu retten. Eiss schuf ein ganzes Netzwerk, mit dem Dokumente wie Passfotos, gefälschte Bürgerschaftsurkunden und Briefe in die Ghettos geschmuggelt wurden. Er war auch eine der Personen, die den Erwerb der gefälschten Pässe lateinamerikanischer Staaten mitfinanzierten. Dank den Kopien der Pässe wurden deren Inhaber nicht in die Vernichtungslager, sondern in die Internierten-Lager gebracht, wo sie gegen die von den Alliiertenstaaten internierten Deutschen ausgetauscht werden konnten. Im Mai 1943 wurde Eiss durch die Schweizer Polizei verhört. Laut seinen Aussagen spielte die polnische Gesandtschaft in Bern die Hauptrolle bei der illegalen Herstellung lateinamerikanischer Pässe. Eiss’ Aussagen sind die wichtigste Quelle der Informationen zu diesem Thema. Eiss gab zu, dass er dem polnischen Konsul Konstanty Rokicki das Geld für den Kauf der Blanko-Pässe überreichte. Rokicki kaufte die Dokumente vom Honorarkonsul Paraguays Rudolf Hügli. Sie wurden im polnischen Konsulat ausgefüllt und erneut dem Konsul Hügli zur Beglaubigung vorgelegt. Hügli fertigte auch Kopien der Pässe an, die dann in die Ghettos geschmuggelt wurden. Bevor die Polizei auf die Spur von Eiss kam, verhörte sie im Januar 1943 Hügli und den Angestellten der polnischen Botschaft Juliusz Kühl. Beide gestanden, an der Passoperation teilgenommen zu haben (Hügli gab zusätzlich zu, von den polnischen Diplomaten Bestechungsgelder angenommen zu haben). Zu den möglichen Gründen, warum die Tätigkeit der Ładoś-Gruppe durch die Polizei aufgedeckt werden konnte, zählt man: die Information über die Tätigkeit, die von der Gestapo im Ghetto Będzin gewonnen wurde, die Anzeige eines der Konsuln Paraguays oder die Einreise von einigen Passinhabern in die Schweiz. Durch den mehrstufigen Mechanismus der Weitergabe der Bestechungsgelder konnte der konspirative Charakter der Operation einige Monate lang gesichert werden. Nach der Aufdeckung der Operation argumentierte der polnische Gesandte Ładoś gegenüber den schweizerischen Behörden, dass die Fälschung der Dokumente in der polnischen Gesandtschaft, also auf unter der polnischen Jurisdiktion stehendem Gebiet, und in einer Notlage durchgeführt wurde. Laut Ładoś war die Übersendung der beglaubigten Kopien von falschen Pässen nach schweizerischem Recht nicht strafbar. Nach der Intervention des polnischen Gesandten sahen die Behörden davon ab, die polnischen und jüdischen Teilnehmer der Operation zur Rechenschaft zu ziehen. Es ist aber zu beachten, dass im Herbst 1943 die Niederlage Deutschlands im Krieg schon fast sicher schien.

## Tod und Nachlass
Chaim Yisroel Eiss starb im November 1943 an einem Herzinfarkt. Sein Tod, aber auch die Tatsache, dass die meisten lateinamerikanischen Konsuln ihre Mission beendeten, führte dazu, dass die Passoperation wesentlich an Intensität verlor. Der einzige, der weiterhin Pässe herstellte, darunter für Holocaust-Opfer in Ungarn, war der Konsul von El Salvador José Castellanos, später als Gerechter unter den Völkern anerkannt. Der Gesandte Ładoś wiederum forderte in einer Depesche an die polnische Exilregierung in London, dass diese den Druck auf die lateinamerikanischen Länder erhöhe und sie überzeuge, die Pässe vorübergehend anzuerkennen. Trotz der Bemühungen Polens (und des Heiligen Stuhls) weigerten sich die meisten Länder, die Pässe anzuerkennen, oder taten dies erst mit großer Verzögerung. El Salvador und Paraguay erkannten jedoch die in der polnischen Gesandtschaft gefälschten Pässe offiziell an, so konnten viele von deren Inhabern überleben.